# 華蔵寺公園
華蔵寺公園（けぞうじこうえん）は、群馬県伊勢崎市華蔵寺町・堤西町にまたがる都市公園（総合公園）である。
公園名の由来である華蔵寺に隣接し、広場、遊園地、各種運動施設（野球場、体育館、陸上競技場、競泳場、市民プール）からなる。本項目では園内の華蔵寺公園遊園地についても述べる。

## 概要
1893年（明治26年）着工、1911年（明治44年）完成。当初は伊勢崎公園としてスタートし、現在に至る。伊勢崎市によって管理されており、公園の敷地面積は26.6ヘクタールである。
桜やつつじの名所として有名で、開花時期には遊園地の営業時間を延長することもある。
また、公園内をかつて群馬県道103号深津伊勢崎線として指定した道路が貫通している。
2006年に10億円以上の税金をかけ、巨大観覧車を北関東自動車道伊勢崎インター近くに設置しようと計画が持ち上がったが、住民の反対運動に遭い中止となった。
2022年度から2024度の3年計画で「華蔵寺公園共生『はな咲く。』プロジェクト」が実施され、カフェの整備やツツジの再生が行われる予定である。

## 主な施設

### 華蔵寺
天台宗の寺院。詳しくは丘林山浄土院華蔵寺と称する。寺伝によれば872年（貞観14年）、円珍（智証大師）により建立されたという。前庭にある樹齢約400年の「華蔵寺のキンモクセイ」は1937年に国の天然記念物に指定されているが、台風の被害により指定時の姿ではなくなっている。

### 公園
- ローラーすべり台（2006年5月撤去）
- 野外ステージ
各種イベントに利用される。
- 水生植物園
ハナショウブの名所である。
- 華蔵寺沼

### 華蔵寺公園遊園地
華蔵寺公園遊園地は入場料は無料で、各遊具ごとに利用料を払うシステムになっている。その利用料は安いものは50円、高いものでも350円と全国的にも非常に安い部類に入る。毎年4月には「花まつり」が開かれ、遊園地も21時まで延長営業する。また、いせさき花火大会（毎年8月下旬）の際にも営業時間延長が行われる。
ネーミングライツ事業により、株式会社Aizawa Corporationが命名権を獲得し、2023年1月1日より愛称「Auto Mirai 華蔵寺遊園地」が使用されている。愛称使用期間は2025年12月31日までで、命名権料は施設などの運営および維持管理に要する費用の一部に充てられる。
アトラクション設備の殆どは、泉陽興業製である。

#### アトラクション（遊戯物）
- 大観覧車「ひまわり」
同遊園地のシンボルで、市内のほぼ全域から見ることができる。
全高65 m、一周約12分[7]　元・東日本一の大観覧車|。北関東最大の観覧車である。
- ジェットコースター「コズミック・エキスプレス」
1990年に横浜博覧会から華蔵寺沼へ移設された日本初の水上ジェットコースター。
・設計・施工 - 泉陽興業
・最後部高さ - 30m、
・最高速度 - 75 km
・最大加速度 - 2.9G
・コース全長 - 880m
- メリーゴーラウンド
- 急流すべり「スペース・ストリーム」
横浜博覧会からの移設でジェットコースターのすぐ横に設置されている。落下と共に水しぶきがあがり、それを防ぐ透明のカバーがある。
- スカイファイター
同遊園地の人気アトラクション、ただ飛行機が回るだけではなく前方の飛行機を撃ち落すことができる（撃ち落とすといっても、下に下がるだけで上がってこられないというわけではない）。
2006年11月26日、旧アトラクション「エアーファイター」老朽化のため営業終了。
2007年1月20日より、新アトラクション「スカイファイター」が登場、ルールは以前のエアーファイターと同じ。
- 豆汽車（ボールドウイン号）
- マジカルグライダー
- ヘリタワー
- スーパーシューティングライド（モンスターＸヒーローズ３Ｄ）

　　　ライドに乗り込みモンスターを倒す屋内型のシューティング型アトラクション。
- バッテリーカー
- サイクルモノレール
- アスレチックハウス
- 不思議な城

#### 過去のアトラクション
- フライングカーペット

空飛ぶ絨毯をモチーフにした乗り物が、水平状態で前後に回転を繰り返す絶叫型アトラクション。2003年ごろ老朽化のため廃止。
- 弁慶号

園内に敷かれた線路の上を走る蒸気機関車形アトラクション、現在豆機関車に譲り引退。
以下名称、廃止年不明
- ボート型アトラクション、丸い池がありその上をボートがぐるぐる回るアトラクション。
- ゴーカート
- ３Ｄシアター

### 運動施設
それぞれ、各種大会に利用される。
- 伊勢崎市陸上競技場

日本陸上競技連盟第3種公認
  - 敷地面積 39,000平方メートル
  - 収容人員 5,000人

トライアルin伊勢崎ナイターや伊勢崎シティマラソンのスタート･ゴール地点で使用されるほか、伊勢崎市内にある学校の運動会にも利用される。
- 野球場
- テニスコート
- 市民体育館
毎年1月、上毛かるたの伊勢崎地区大会が開かれる。
- 第二市民体育館

なお、園内には市民プールがあった（高さ15 mのウォータースライダーを併設、2020年より休止）。市民プールは2022年度に解体されて跡地（約7,700平方メートル）には駐車場とカフェが整備されることになっている。

## 交通
- JR両毛線・東武伊勢崎線伊勢崎駅から徒歩20分。また、伊勢崎市コミュニティバスあおぞら「1番赤堀シャトル便」で約6分（平日6.5往復、土休日4.5往復、無料）華蔵寺公園東バス停下車。または「6番伊勢崎駅北巡回バス」で14分（平日9便、土休日8便、無料）華蔵寺公園南下車。イベントなどの繁忙期は伊勢崎駅北口からの直通シャトルバスも無料運行する。
- 自動車では、北関東自動車道伊勢崎インターチェンジから前橋方面へ10分。もしくは波志江スマートインターから5分

## 鉄道車両の展示
- 遊園地内には、東北や九州を走っていた蒸気機関車・C61 20号機が静態保存で展示されていた。
東日本旅客鉄道（JR東日本）が同機の復元を決定、2010年（平成22年）1月12日から復元工事が開始、19日に搬出作業が行われ、20日深夜に遊園地から大宮総合車両センターへの移送が行われ、これをもって遊園地より撤去された[8][9]。

- 以後、展示跡地にはC61 20を除いたレールやその周りのものが残るのみとなっていたが、2014年（平成26年）1月21日にJR東日本よりクハ183-1529の無償譲渡を受け、市は車両を使った無料休憩所の整備を予定している[10]。

## 外部サイト
- 華蔵寺(丘林山浄土院華蔵寺)公式ページ
- Auto Mirai 華蔵寺遊園地